# 대런 바넷
대런 찰스 바넷(영어: Darren Charles Barnet, 1991년 4월 27일 ~ )은 미국의 배우이다.

## 참여 작품

### 영화
- 러브 하드
- 그란 투리스모

### 텔레비전
- 디스 이즈 어스
- 크리미널 마인드
- S.W.A.T. (2017년 드라마)
- 네버 해브 아이 에버
- 에이전트 오브 쉴드